# Цечоєв Олександр Магометович
Олександр Магометович Цечоєв (нар. 10 квітня 1993, м. Харків — пом. 29 липня 2022, селище Оленівка, Донецької області) — український військовослужбовець, молодший сержант Окремого загону спеціального призначення НГУ «Азов» Національної гвардії України, учасник російсько-української війни, який відзначився під час відбиття російського вторгнення в Україну і загинув у полоні внаслідок терористичного акту, вчиненого в ніч проти 29 липня 2022 року російськими окупаційними військами на території колишньої Волноваської виправної колонії № 120. Кавалер ордена «За мужність»  ІІІ ступеня (2023 р., посмертно).

## Життепис
Олександр Цечоєв народився 10 квітня 1993 року у Харкові. Його з братом-близнюком шкільні роки пройшли в Нововодолазькій школі-інтернаті на Харківщині.
Після школи Олександр вступив до Харківського національного університету радіоелектроніки, опанував професію програміста, за якою працював з 2012 до 2016 роки. 
Ще 2014 року, коли почалась АТО, Олександр казав, що попереду – вторгнення московської орди, що росіяни не полишать своїх планів щодо захоплення українських земель. Він не мав жодних ілюзій, тому був максимально сконцентрованим і мотивованим на боротьбу та перемогу. Олександр заздалегідь знав, що коли він піде служити, то саме в «Азов». Потрапити на службу в «Азов» було спільною на двох із братом метою – вони збирали інформацію про підготовку, ставлення до бійців і матеріальну базу підрозділу, тому для них вибір був очевидним. Проте Ілля Цечоев в “Азові” прослужив недовго, а Олександр залишався у лавах полку до самої смерті.
|                              | Він потрапив до нашої мінометної сімʼї одразу після «Курсу молодого бійця». Веселий і добрий хлопець, дуже розумівся в техніці. Певний період був у нас батарейним звʼязківцем, але ніколи не відмовлявся допомогти в роботі мінометних обслуг… |
| — «Шторм», товариш по службі | |

Брав участь у боях за Красногорівку у 2017, Павлопіль у 2018 та на Світлодарській дузі у 2019. І хоча служба займала левову частину його життя, «Смок» продовжував розвиватися у програмуванні. У вільний час грав на комп’ютері або читав книги, через це Сашкові навіть ніколи було повноцінно поспати та перепочити. А ще «Смок» поглиблено вивчав біржі криптовалют: інвестував, аналізував та купував цікаві йому пропозиції.
|                               | Спільне проживання з ним виглядало так: цікаво, що сьогодні він буде робити? Подобалося все, що було пов’язане з програмуванням. Ремонтувати та налаштовувати комп’ютери й ноутбуки — то була його улюблена справа. Дуже цікавився технікою. Навіть не розуміючи, як це працює і як його полагодити, він намагався шляхом спроб і помилок в усьому розібратися та зробити, щоб зламане почало працювати… |
| — «Вайчик», товариш по службі | |

У лютому 2022 року Олександр мав звання молодшого сержанта і був командиром відділення управління взводу управління гаубичного артилерійського дивізіону. Навалу росіян зустрів 24 лютого в Маріуполі. 15 квітня «Смок» з іншими оборонцями брав участь в прориві з правого берега на «Азовсталь».
|                              | Він збирався 2022 року звільнятися, тому передавав мені всі свої знання. До закінчення контракту залишалося десь півроку, але почалась повномасштабна війна. І запам’ятався Сашко і під час боїв в Маріуполі, і під час перебування на «Азовсталі» тим, що не втрачав позитиву і не впадав у відчай. Людина з гарною витримкою… |
| — «Флейм», товариш по службі | |

|                            | Коли в Маріуполі «накривався» зв’язок і потрібно було його ремонтувати, Сашко без вагань ліз на дах. Ніколи не відмовлявся, попри те, що навколо була безперервна стрілянина, все вибухало. За годину повертався цілим, неушкодженим і роботу свою зробив. Дійсно був фартовим… На жаль, цього фарту не вистачило в Оленівці… |
| — «Кот», товариш по службі | |

Після боїв за Маріуполь і героїчної оборони «Азовсталі» 20 травня 2022 року за наказом вищого військового керівництва заради збереження життя людей Дмитро вийшов з побратимами з «Азовсталі» та потрапив у так званий «полон за домовленістю». Утримувався на території колишньої Волноваської виправної колонії № 120 в окупованому селищі Молодіжному, що неподалік колишнього адміністративного центру селищної ради смт Оленівки колишнього Волноваського (нині – Кальміуського) району Донецької області, де окупанти утворили фільтраційну в’язницю. У полоні «Смок» також був «на позитиві», не втрачав надії і навіть планував після виходу на волю активно займатися спортом та улюбленим програмуванням.
У ніч на 29 липня 2022 року прийняв мученицьку смерть у полоні внаслідок масового вбивства військовополонених, влаштованого окупантами у колонії в Оленівці.

## Родина
З полону Олександр кілька разів телефонував додому (декому з українських воїнів вдалося пронести у неволю телефони) і спілкувався з рідними. Від Іллі дізнався, що він та ще один його рідний брат також пішли захищати рідну землю. «Смок» намагався їх відмовити, на що брати йому сказали, що не можуть інакше… 

## Нагороди
- орден «За мужність» ІІІ ступеня (3 листопада 2023 р., посмертно)  – за особисту мужність і самовідданість, виявлені у захисті державного суверенітету та територіальної цілісності України, сумлінне та бездоганне служіння Українському народові[3].
- Відзнака Президента України «За участь в антитерористичній операції»